# Naturschutzgebiet Moorgürtel

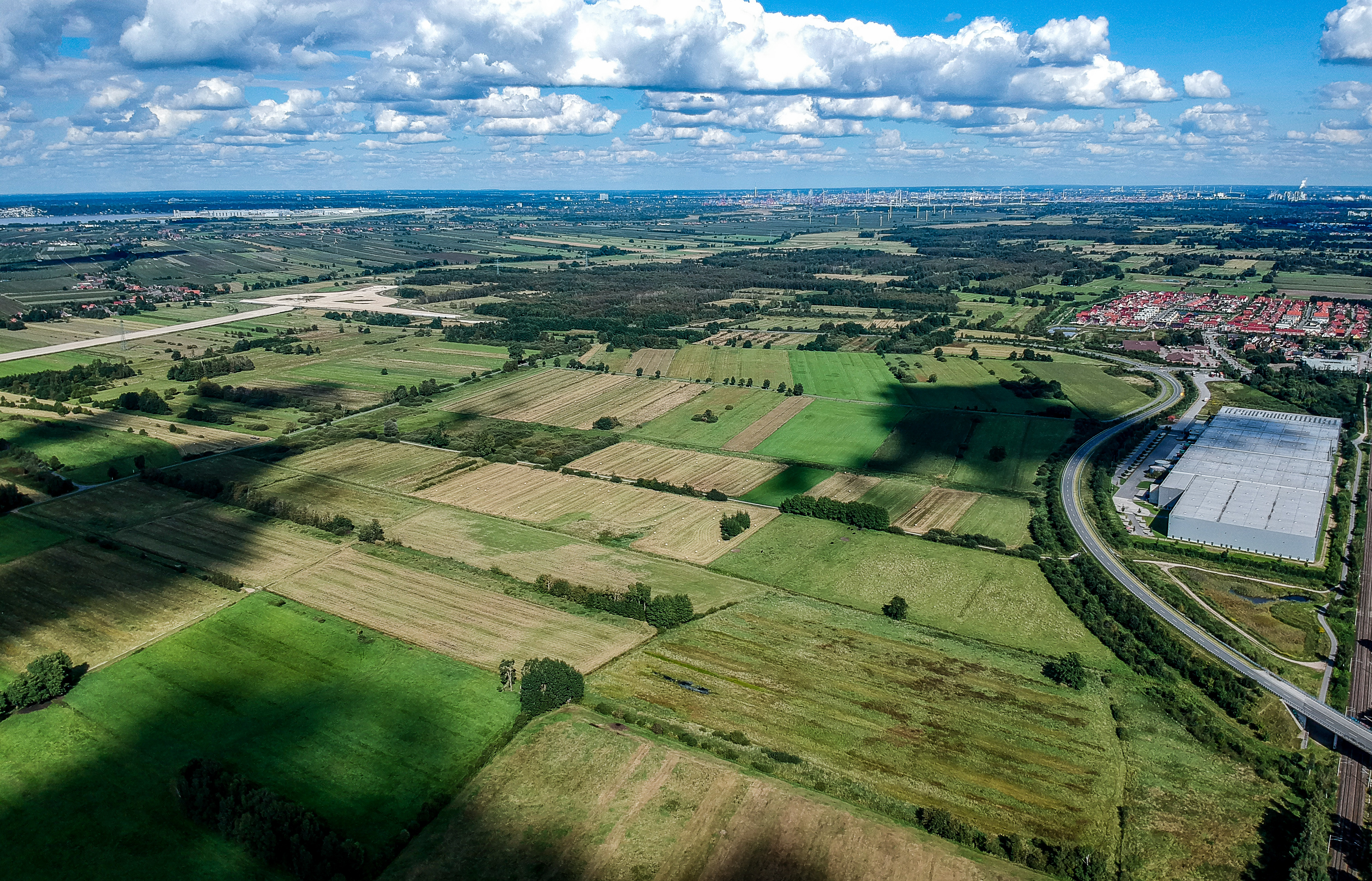
Rübker Moor zwischen A26 und Neu Wulmstorf, im Hintergrund das Hamburger NSG Moorgürtel

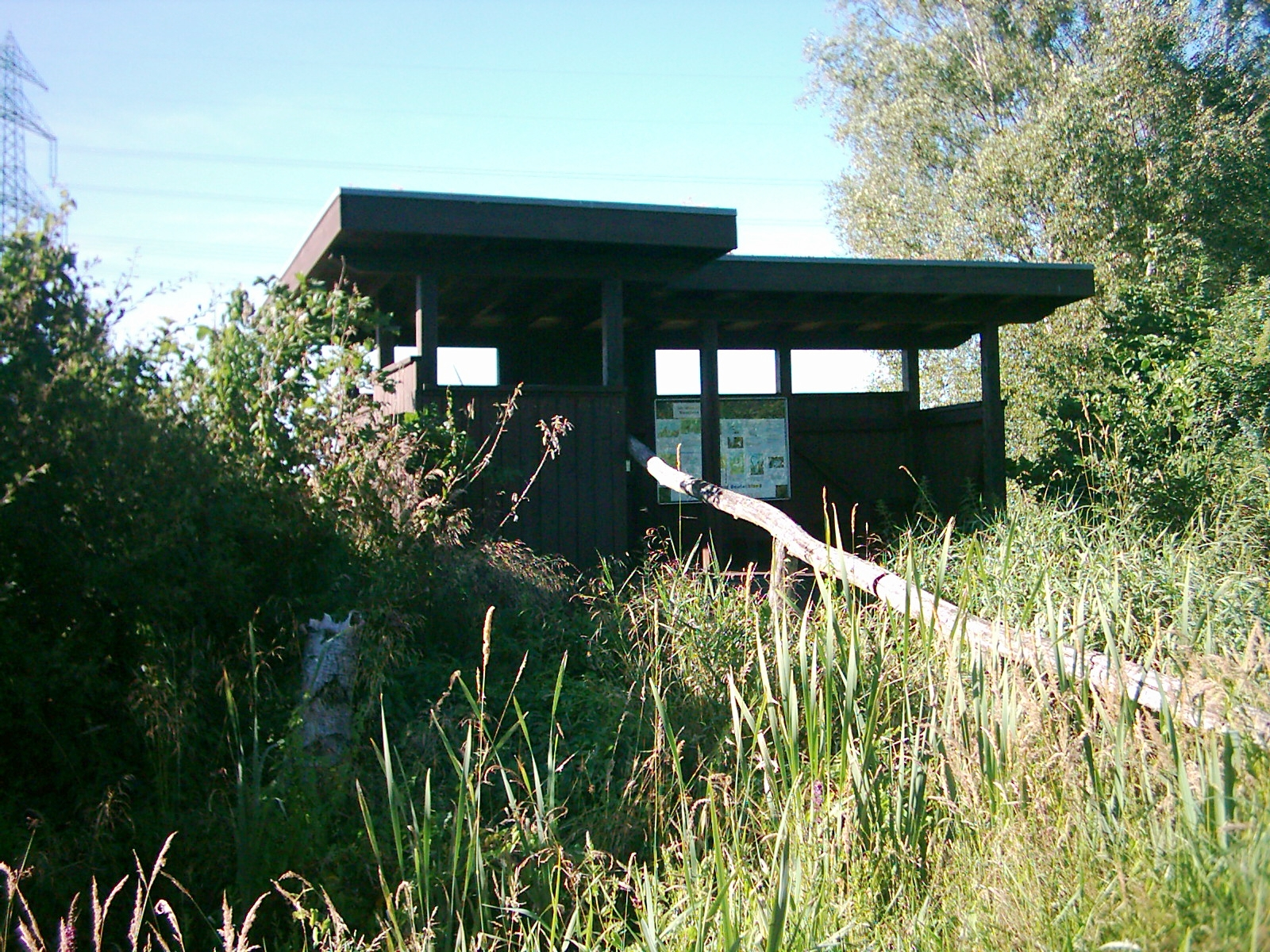
Beobachtungsstand des NABU

Das Naturschutzgebiet Moorgürtel liegt in Hamburg in der Süderelbmarsch im Alten Land zwischen Neugraben-Fischbek und Neu Wulmstorf. Es ist fast deckungsgleich mit dem gleichnamigen EU-Vogelschutzgebiet.
2001 wurde das 737 Hektar große Gebiet unter Schutz gestellt; es beinhaltet die vorherigen Naturschutzgebiete Nincoper Moor und Francoper Moor. An seiner südwestlichen Grenze schließt sich auf niedersächsischem Gebiet direkt das Naturschutzgebiet Moore bei Buxtehude an.  
Das Naturschutzgebiet beherbergt unter anderem die Pflanzenarten Kuckucks-Lichtnelke, das Breitblättrige Knabenkraut, den Klappertopf, den Gagelstrauch und den Königsfarn.
Von den hier heimischen Tieren sind unter anderem Weißstorch, Kiebitz, Schwarzkehlchen und Neuntöter zu nennen. Bekanntester Vertreter dürfte wohl der Wachtelkönig sein: Weil er im Moorgürtel brütet, wurden bereits Bauvorhaben gestoppt beziehungsweise geändert (so der Bau der BAB A26 oder eines Neubaugebiets in Neugraben-Fischbek).